# Rybník (zámek)
Zámek Rybník stával v obci Rybník v okrese Český Krumlov. Nesl č.p. 5.

## Historie
Jan Sudek z Dlúhé‚ koupil v roce 1473 ves Certlov (Cártle a dnes Rybník) od Rožmberků, postavili v nedaleké osadě Trojanov (dnes Trojany) tvrz a v držení držení tohoto rodu byla až do 1/2 17. století, kdy při pobělohorských změnách přešla do majetku rodu Muckenberků. V roce 1745 byla ves prodána hraběti Buquoyovi. Hrabě zde nechal vystavět malý zámeček. V roce 1945 získal zámek Československý stát. Nejprve byl spravován pastvinářským družstvem, později státním statkem. Zámek postupně chátral, až byl v roce 1979 zbourán.